# Savage (Automarke)
Savage war eine brasilianische Automarke.

## Markengeschichte
Ein Unternehmen, dessen Sitz sich wahrscheinlich im Westen des Bundesstaates São Paulo oder in der Region Mittelwesten befand, stellte in den 1980er Jahren Automobile her. Der Markenname lautete Savage. Vier Fahrzeuge existieren noch.

## Fahrzeuge
Im Angebot standen VW-Buggies. Auf ein Fahrgestell von Volkswagen do Brasil wurde eine offene türlose Karosserie aus Fiberglas montiert. Verschiedene Arten von Überrollvorrichtungen sind überliefert. Ein luftgekühlter Vierzylinder-Boxermotor mit 1600 cm³ Hubraum im Heck trieb die Hinterräder an.